# Torilis scabra
Torilis scabra là một loài thực vật có hoa trong họ Hoa tán. Loài này được (Thunb.) DC. miêu tả khoa học đầu tiên năm 1830.

## Hình ảnh

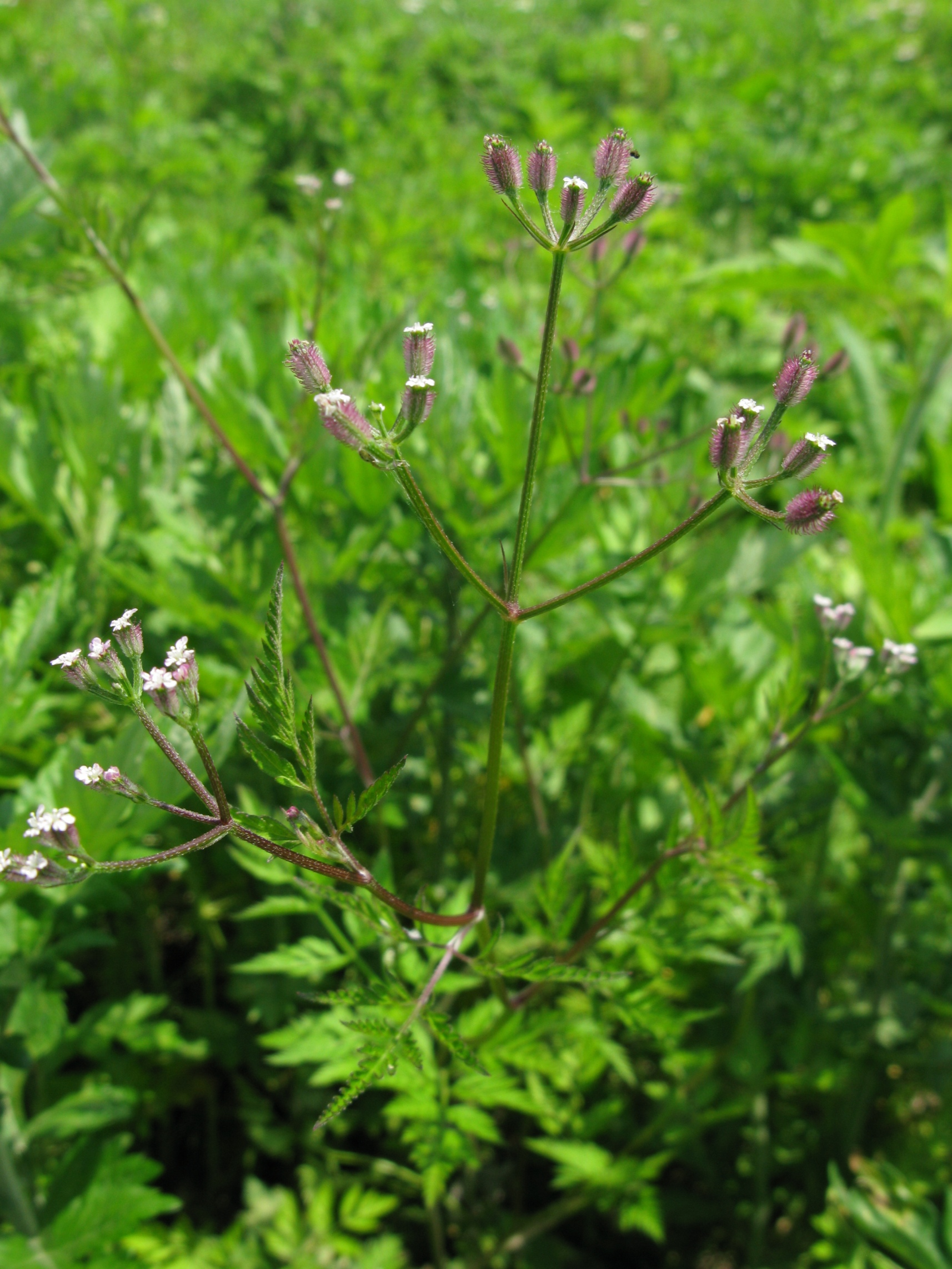
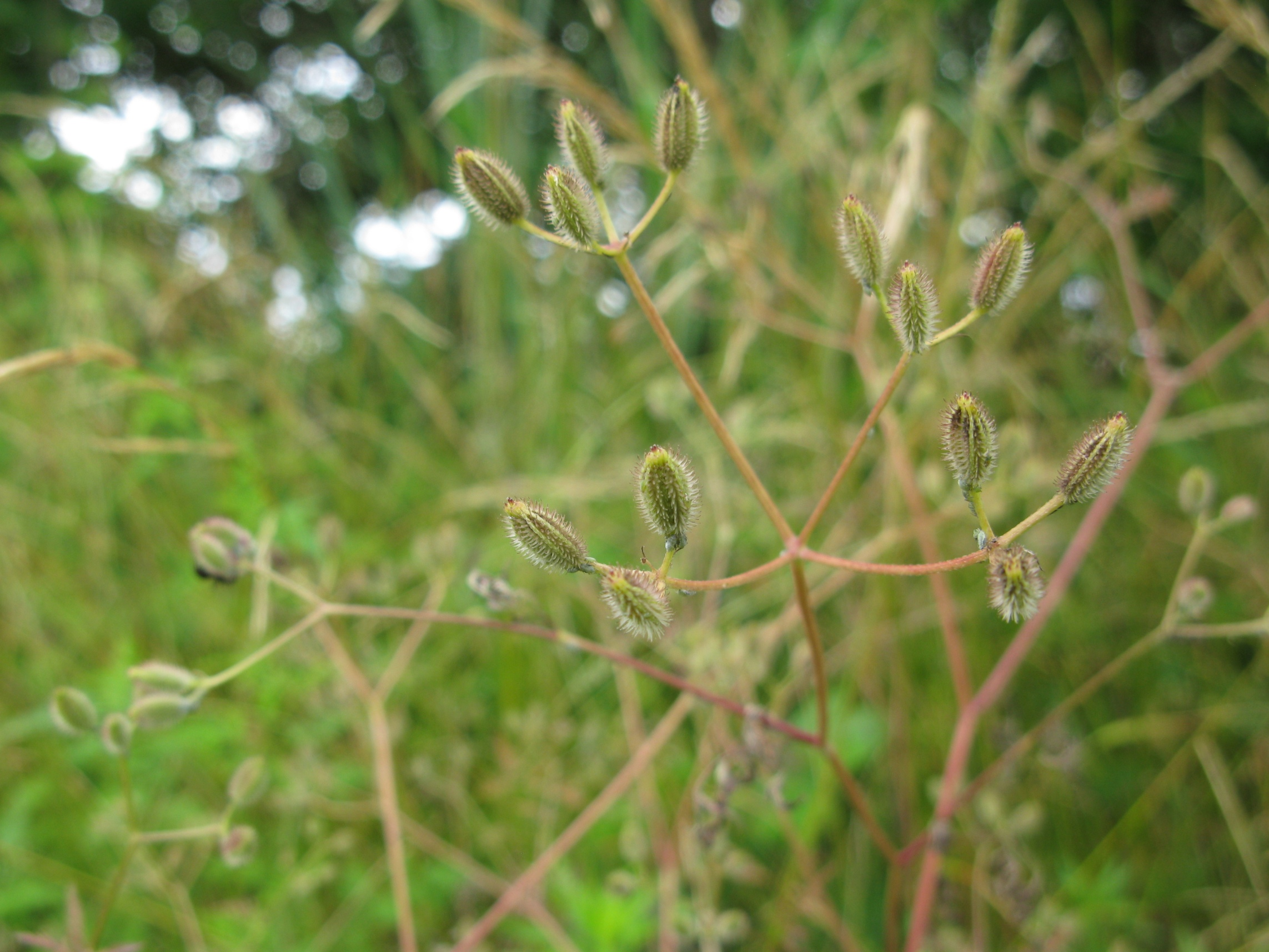